# Elacatis ocularis
Elacatis ocularis is een keversoort uit de familie platsnuitkevers (Salpingidae). De wetenschappelijke naam van de soort werd in 1922 gepubliceerd door Maurice Pic.